# Cour Lamoignon
La cour Lamoignon est une ancienne cour de Paris, aujourd'hui disparue. Elle était située quartier de la Cité, sur l'île de la Cité et a disparu lors de la reconstruction du palais de justice de Paris.

## Origine du nom
Dans l'ouvrage Supplément du théâtre italien, Arlequin donne ainsi au vieillard l'étymologie de la « rue de la Moignon » :
« C'est où Jean Pain-mollet prit le couperet d'un Boucher dont il coupa le poing à Jean Tison, et ne lui resta que le moignon : c’est pourquoi on la nomme la Rue de la Moignon. »

## Situation
Cette cour était située entre le quai de l'Horloge et la cour Harlay,.

## Histoire
En 1671, Guillaume de Lamoignon, premier président du Parlement de Paris, établit un projet d'agrandissement du palais de la Cité. Le jardin de l'hôtel du bailliage, dit aussi jardin du roi, est cédé le 23 février 1671 afin d'y faire construire les nouveaux bâtiments. Le contrat prévoit d'établir une cour et des escaliers pour accéder à de nouvelles galeries supérieures. La nouvelle cour doit être reliée au quai de l'Horloge par un passage sous lequel passe un aqueduc souterrain pour l'écoulement des eaux usés dans la rivière. Le procès-verbal de réception des travaux est établi en 1682. La place est reliée à la cour Harlay, créée à la même époque, par deux passages couverts.
La cour n'était pas reconnue comme publique par l'administration. Un premier projet d'agrandissement du palais de justice de Paris, déclaré d'utilité publique par une ordonnance du 26 mai 1840, menace l'existence de la cour. En 1854, les immeubles sont expropriés et la cour disparait quelques années plus tard lors de la reconstruction du palais de justice.